# Abell 3128
Abell 3128 è un ammasso di galassie nella costellazione del Reticolo distante circa 795 milioni di anni luce dalla Terra.
È inserito nell'omonimo catalogo compilato da George Abell nel 1958. L'ammasso è di tipo III secondo la classificazione di Bautz-Morgan in quanto privo al centro di una galassia ellittica gigante. La galassia più brillante dell'ammasso è IC 1945.
Abell 3128 è l'ammasso più ricco che, insieme ad altri ammassi, va a costituire il superammasso dell'Orologio-Reticolo.
Abell 3128 mediante l'effetto di lente gravitazionale ha permesso di individuare un altro ammasso di galassie più distante, ACT-CL J0330-5227 (redshift z = 0,44), che ospita la potenete radio-sorgente SUMSS J033057-52281.

## Alcuni componenti dell'ammasso

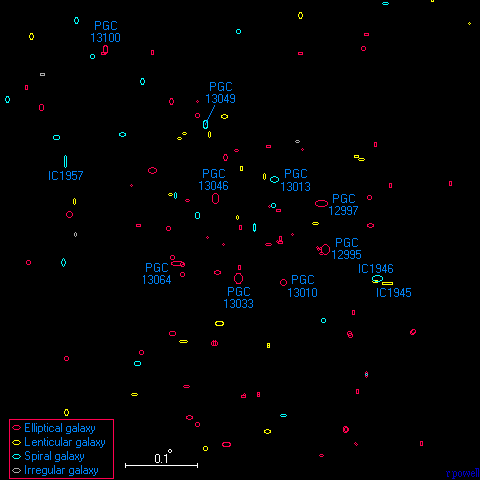
Mappa dell'ammasso Abell 3128.